# 27.º distrito electoral de Chile
El vigesimoséptimo distrito electoral de Chile es un distrito electoral ubicado en la Región de Aysén del General Carlos Ibáñez del Campo que elige tres diputados para la Cámara de Diputados de Chile. Está compuesto por la totalidad de la región. Según el censo de 2017, posee 103 158 habitantes.

## Composición
| Comuna      | Población (2017) |
| ----------- | ---------------- |
| Aysén       | 23 959           |
| Cisnes      | 6 517            |
| Guaitecas   | 1 843            |
| Chile Chico | 4 865            |
| Río Ibáñez  | 2 666            |
| Cochrane    | 3 490            |
| O'Higgins   | 625              |
| Tortel      | 523              |
| Coyhaique   | 57 818           |
| Lago Verde  | 852              |

## Representación
| 1 | 1 | 1 |

| 1 | 2 |

### Diputados
| Pactos y partidos políticos                                                                     |
| ----------------------------------------------------------------------------------------------- |
| Chile Vamos Convergencia Democrática La Fuerza de la Mayoría Chile Podemos + Nuevo Pacto Social |

| Periodo | Diputado | Diputado              | Diputado | Diputado | Diputado                    | Diputado | Diputado                        | Diputado           | Diputado | Mandato                                 |
| ------- | -------- | --------------------- | -------- | -------- | --------------------------- | -------- | ------------------------------- | ------------------ | -------- | --------------------------------------- |
| LV      |          | Aracely Leuquén Uribe |          |          | Miguel Ángel Calisto Águila |          |                                 | René Alinco Bustos |          | 11 de marzo de 2018-11 de marzo de 2022 |
| LVI     |          | Marcia Raphael Mora   |          |          | Miguel Ángel Calisto Águila |          | 11 de marzo de 2022-En el cargo | René Alinco Bustos |          |                                         |